# Union of Concerned Scientists

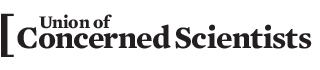
Logotipo da Union of Concerned Scientists, 2013

A Union of Concerned Scientists (UCS) ou União de Cientistas Preocupados é uma organização sem fins lucrativos de cientistas para proteção ambiental com sede no Estados Unidos. A participação da UCS inclui muitos cidadãos, além de cientistas profissionais. Consternados com a forma como o governo dos Estados Unidos estava a fazer mau uso da ciência, os fundadores da UCS, incluindo Henry Kendall e Kurt Gottfried, redigiram uma declaração apelando a que a investigação científica fosse dirigida para longe das tecnologias militares e para a resolução de problemas ambientais e sociais prementes.
Anne Kapuscinski, professora de ciências de sustentabilifade no Dartmouth College, atualmente (desde Outubro de 2015) preside o Conselho de Administração da UCS.

## História
A Union of Concerned Scientists (UCS) foi fundada em 1969 por professores e alunos do Institute of Technology. De acordo com o documento fundador, a organização foi formada para dar início a um trabalho crítico contínuo da política governamental em áreas em que "a ciência e a tecnologia são de importância real ou potencial" e para "criar meios para desviar as aplicações de pesquisa da ênfase atual na tecnologia militar para a solução de problemas ambientais e sociais urgentes." A organização emprega cientistas, economistas e engenheiros envolvidos em questões ambientais e de segurança, bem como pessoal executivo e de apoio.
Um dos co-fundadores foi o físico e ganhador do Nobel Henry Kendall, que atuou por muitos anos como presidente do conselho da UCS.
Em 1992, Henry Kendall foi responsável pelo documento World Scientists' Warning to Humanity, patrocinado pela UCS, que pedia mudanças para uma série de questões ambientais e de segurança. O documento foi assinado por 1.700 cientistas, incluindo a maioria dos ganhadores do Prêmio Nobel de ciências.
De acordo com o George C. Marshall Institute, a UCS foi o quarto maior beneficiário de subsídios de fundações para atividades relacionadas ao clima entre os anos 2000 e 2002, sendo um quarto de sua receita de subsídios de US$ 24 milhões destinada a esse fim. A organização sem fins lucrativos Charity Navigator –  que avalia instituições de caridade americanas – deu à UCS uma classificação de quatro em quatro estrelas no ano fiscal encerrado em setembro de 2018, com uma pontuação geral de 91,85 em 100. De acordo com o IRS Form 990, a UCS recebeu US$ 39,9 milhões em receitas totais e teve US$ 3,1 milhões em despesas, além de US$ 48,8 milhões em ativos líquidos no ano fiscal iniciado em 1º de outubro de 2017 e encerrado em 30 de setembro de 2018.

## Cobertura da mídia
Em 1997, a UCS apresentou a petição "World Scientists Call For Action" aos líderes mundiais reunidos para discutir o Protocolo de Quioto. A declaração afirmava haver um consenso entre os climatologistas do mundo sobre a existência de uma influência humana discernível no clima global, incitando os governos a assumirem compromissos para reduzir as emissões de gases e considerando o aquecimento global “uma das ameaças mais sérias ao planeta e às gerações futuras.” A petição foi assinada por mais de 1.500 cientistas, incluindo a maioria dos ganhadores do Nobel de ciência. Quando uma contra-petição de um grupo conservador que questionava o consenso foi assinada por mais de 17.000 licenciados em ciências, a UCS acusou-a de ser uma “tentativa deliberada de enganar a comunidade científica com desinformação”.
Em fevereiro de 2004, a UCS recebeu atenção da imprensa pela publicação "Scientific Integrity in Policymaking". O relatório criticava a administração do então presidente dos EUA, W. Bush, por "politizar" a ciência. Algumas das alegações incluíam a alteração de informações nos relatórios sobre o aquecimento global da Environmental Protection Agency (EPA) e a escolha de membros de painéis consultivos científicos com base em interesses comerciais e não na experiência científica. Em julho de 2004, a UCS divulgou um adendo ao relatório no qual alegava que os relatórios sobre a mineração a céu aberto na Virgínia Ocidental foram alterados indevidamente e que indicados "bem qualificados" para cargos governamentais, como o ganhador do Nobel Torsten Wiesell, foram rejeitados por causa de diferenças políticas. Em 2 de abril de 2004, John Marburger, diretor do White House Office of Science and Technology Policy, emitiu uma declaração alegando que as descrições dos incidentes no relatório da UCS eram "falsas", "erradas" ou "uma distorção", e rejeitou o relatório, tido como "tendencioso". A UCS refutou o documento da Casa Branca, considerando as afirmações de Marburger como injustificadas.
Em 30 de outubro de 2006, a UCS emitiu um comunicado à imprensa que alegava que membros de alto escalão do U.S. Department of the Interior, incluindo a vice-secretária adjunta de Pesca e Vida Selvagem e Parques, Julie MacDonald, haviam adulterado sistematicamente dados científicos em um esforço para minar a proteção de espécies ameaçadas e a Endangered Species Act.
Em 11 de dezembro de 2006, a UCS emitiu uma declaração solicitando a restauração da integridade científica na elaboração de políticas federais, que foi assinada por 10.600 cientistas importantes, incluindo ganhadores do Nobel.
Em 23 de maio de 2007, a UCS citou um estudo em conjunto com o Massachusetts Institute of Technology em um comunicado à imprensa afirmando que "qualquer teste do sistema de defesa antimísseis dos EUA que não mostre se um míssil interceptador pode distinguir entre ogivas reais e iscas é irrelevante" e "artificial" e apelou para o fim do programa até que o sistema pudesse demonstrar capacidade para realmente enfrentar "ameaças do mundo real".
Em 21 de junho de 2007, um relatório da UCS acusou a Environmental Protection Agency de manipulação política de dados científicos para influenciar as normas de regulamentação de ozônio dos EUA: "A lei diz para usar a ciência, a ciência diz para baixar o padrão para níveis seguros", disse Francesca Grifo, diretora de o Programa de Integridade Científica da UCS. “Ao desconsiderar a análise dos seus próprios cientistas, a EPA está arriscando a saúde de milhões de americanos”.
Em agosto de 2008, a UCS comprou outdoors nos aeroportos de Denver, Colorado e Minneapolis-St. Paul, Minnesota, onde seriam realizadas as convenções presidenciais do Partido Democrata e do Partido Republicano daquele ano. Os outdoors mostravam as áreas centrais de cada cidade da convenção em uma mira, com a mensagem "quando apenas uma bomba nuclear pode destruir uma cidade, não precisamos de 6.000. É hora de levar a sério a redução da ameaça nuclear.", ao lado dos nomes de John McCain ou Barack Obama, e foram removidos após reclamação da Northwest Airlines, companhia aérea oficial da convenção do Partido Republicano. A UCS acusou a Northwest Airlines, cuja sede ficava em Minnesota, de agir como "censora" na ocasião.
Em março de 2011, a UCS realizou correspondências diárias por telefone com a mídia relacionados ao acidente nuclear de Fukushima.
Em Junho de 2020, uma funcionária da UCS chamada Ruth Tyson se demitiu e escreveu uma carta aberta de 17 páginas, expressando as suas opiniões sobre a desigualdade racial na organização e alegando que as ideias de trabalhadores negros eram rotineiramente rejeitadas ou não tidas como prioridade. Após ler a carta, o presidente da UCS, Kim Kimmell, afirmou que as críticas eram justas, prometendo diversificar a o quadro de trabalhadores da UCS. A sua sucessora, Johanna Chao Kreilick, foi escolhida em parte por "seu histórico de integração de justiça racial no trabalho".

## Algumas publicações da UCS
- Friedman, David; others (2003). «Union of Concerned Scientists» (PDF). A New Road: The Technology and Potential of Hybrid Vehicles
- Brower, Michael; Leon, Warren (1999). The consumer's guide to effective environmental choices: practical advice from the Union of Concerned Scientists. [S.l.]: Harmony
- Rissler, Jane; Mellon, Margaret G. (1993). «Perils amidst the promise: ecological risks of transgenic crops in a global market»
- Gurian-Sherman, Doug (2009). Failure to yield: Evaluating the performance of genetically engineered crops. [S.l.]: Union of Concerned Scientists
- Scientists, Union of Concerned (2004). Scientific integrity in policymaking: an investigation into the Bush Administration's misuse of science. [S.l.]: Union of Concerned Scientists
- (US), Alliance to Save Energy; Scientists, Union of Concerned; Institute, Tellus (1991). America's Energy Choices: Investing in a Strong Economy and a Clean Environment: Technical Appendixes. [S.l.]: Union of Concerned Scientists
- Anair, Don; Mahmassani, Amine (2012). «State of charge: Electric vehicles' global warming emissions and fuel-cost savings across the United States». Union of Concerned Scientists. 42
- Boucher, D.; Elias, P.; Lininger, K.; May-Tobin, C.; Roquemore, S.; Saxon, E. (2011). «The root of the problem: what's driving tropical deforestation today?». The root of the problem: what's driving tropical deforestation today?
- Hayes, Richard; Grossman, Daniel (2006). A Scientist's Guide to Talking with the Media: Practical Advice from the Union of Concerned Scientists. [S.l.]: Rutgers University Press. ISBN 978-0-8135-3858-7
- Frumhoff, P. C.; Goetze, D. C.; Hardner, J. J. (1998). «Linking solutions to climate change and biodiversity loss through the Kyoto Protocol's Clean Development Mechanism.». Linking solutions to climate change and biodiversity loss through the Kyoto Protocol's Clean Development Mechanism.